# Новомихайловка (Новобугский район)
Новомихайловка (укр. Новомихайлівка) — село в Новобугском районе Николаевской области Украины.
Основано в 1918 году. Почтовый индекс — 55623. Телефонный код — 5151. Занимает площадь 0,86 км².

## Местный совет
55623, Николаевская обл., Новобугский р-н, с. Новомихайловка, ул. Ленина